# Callianthe geminiflora
Callianthe geminiflora är en malvaväxtart som först beskrevs av Carl Sigismund Kunth, och fick sitt nu gällande namn av Donnell. Callianthe geminiflora ingår i släktet Callianthe och familjen malvaväxter. Inga underarter finns listade i Catalogue of Life.